# Campaña naval de la guerra del Pacífico
La campaña naval de la guerra del Pacífico fueron los planes y operaciones hechas con el fin de alcanzar los objetivos de la guerra del Pacífico en el plano naval. Aunque los hechos más conocidos ocurrieron entre el 5 de abril (declaración de guerra de Chile a Perú y Bolivia) y el 8 de octubre de 1879 (captura del último blindado peruano), y que dieron a Chile el control de las costas peruanas y bolivianas, las operaciones continuaron para impedir el desembarco, aprovisionamiento y la importación de armas por el enemigo y la protección de las propias.
Los objetivos políticos chilenos al comienzo de la guerra eran la abrogación del Tratado de Alianza Defensiva (Perú-Bolivia) y el reconocimiento de la soberanía chilena sobre la franja de territorio ubicada entre los paralelos 23°S y 25°S que había sido reivindicada por Chile el 14 de febrero de 1879. Para la consecución de esos objetivos era necesario obtener el dominio del mar en las costas de los beligerantes, por lo menos.
El objetivo político aliado era impedir la invasión del territorio peruano o demorarlo hasta conseguir el ingreso de otros países a la alianza contra Chile u obtener en Europa o los EE. UU. unidades navales que permitieran derrotar a la flota chilena. De hecho, la estrategia naval peruana fue exitosa hasta el 8 de octubre de 1879, el día en que su último monitor fue capturado en el Combate naval de Angamos.
Sobre Chile se cernía el peligro de un ingreso argentino a la alianza de Perú y Bolivia, también una posible intervención de las potencias para terminar con los impedimentos al comercio del guano y del salitre así como con la destrucción de bienes de sus connacionales en los puertos de Perú y Chile.
Durante la invasión de Perú, la escuadra chilena protegió en y desde el mar los transportes y desembarcos, llevó municiones y abastos, contribuyó con su artillería en las batallas de Pisagua, Arica, Chorrillos y Miraflores, mantuvo el bloqueo de los puertos principales y finalmente desde barcos chilenos se hizo el cobro de aranceles de importación para los productos que ingresaban a Perú y Bolivia.
A pesar de la desventaja técnica, la armada de Perú alcanzó éxitos memorables como la captura o el hundimiento de varios buques chilenos, una incursión al Estrecho de Magallanes y el transporte desde Panamá de armas compradas en la costa este de los EE. UU. Una vez ocupados todos los puertos protegidos de Perú, sus jefes resolvieron hundir sus naves.
Las operaciones utilizaron técnicas que serían usuales en el siglo XX con formas de combate utilizadas en el siglo XVIII: abordajes, ataques con espolón y con torpedos, artillería de largo alcance, desembarcos bajo fuego enemigo, minado, bloqueos, corte de cables submarinos, recolección de inteligencia, ataques a líneas de abastecimiento, apoyo de artillería naval a operaciones terrestres y batallas decisivas en alta mar.
La campaña fue decisiva en el curso de la guerra ya que los territorios defendidos e invadidos eran accesibles para grandes contingentes de los ejércitos de tierra solo por mar, asimismo su logística. Pero también tuvo consecuencias internacionales ya que un ingreso de Argentina a la guerra fue pospuesto tras la destrucción de la Independencia y descartado tras la captura del Huáscar.

## Objetivos, medios y estrategia

### Objetivos
Los objetivos navales de la campaña eran para ambas partes los mismos: transportar, defender y abastecer sus fuerzas terrestres e impedir los desembarcos y abastecimientos enemigos en el desierto de Atacama y, también, impedir los abastecimientos de armas por mar desde el exterior, principalmente Europa y los Estados Unidos. Perú y Chile tenían además que defender los respectivos puertos de exportación de salitre y guano, ya que desde la ocupación de Antofagasta, el puerto era controlado por Chile.
Como veremos más adelante, Bolivia no participó en la guerra naval, por lo que las fuerzas enfrentadas eran solamente las Armadas de Perú y Chile.

### Medios

#### Tecnología naval

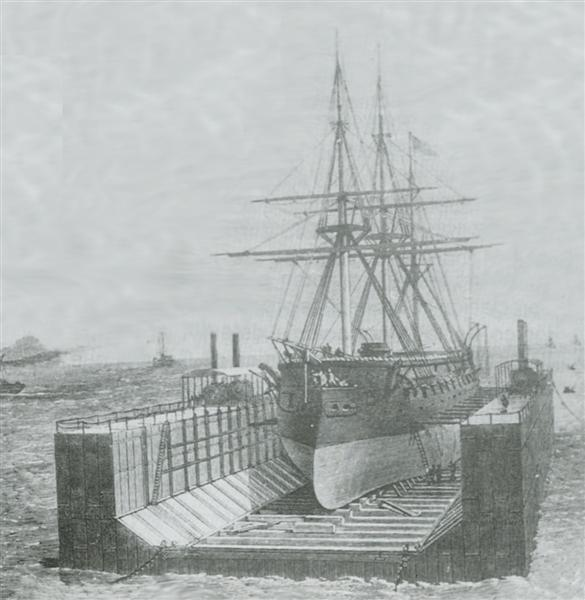
La Independencia en un dique flotante en el Callao en 1866. Debido a la escasez presupuestaria, ambas escuadras no tenían un mantenimiento óptimo, pero la existencia de talleres y diques flotantes era ya una ventaja. El grabado fue publicado en 1867 en The Illustrated London News.

En la segunda mitad del siglo XIX se comenzaron a construir buques con casco de acero, propulsión a vapor y vela. Aunque ya existía cañones navales de retrocarga estos no fueron utilizados en la guerra. El blindaje era hecho de madera con planchas de acero a ambos lados. y los buques participantes tenían blindaje, ametralladoras y propulsión a vapor, pero también velamen y espolón. De hecho la Esmeralda fue hundida por el espolón del Huáscar y Prat murió al intentar capturar el blindado peruano por abordaje.
Nuevas en las flotas eran las Torpederas, pequeñas naves (desplazamiento de 20-30 toneladas) impulsadas a vapor que llevaban en una lanza un explosivo que debía ser accionado al lado del casco enemigo, algo difícil y peligroso para el atacante. Pero las lanchas, rápidas y autopropulsadas eran una gran ayuda para las pesadas naves que bloqueaban un puerto.
Sin importancia práctica, pero producto del avance mundial de la tecnología que ya lo había intentado en varios países (Flach, Tortuga, etc.), en el Callao se construyó el submarino Toro.
Los torpedos autopropulsados ya se comenzaban a construir, pero no habían logrado la madurez técnica necesaria para su uso en el combate y no lograron cumplir las promesas de sus constructores.
En cuanto a los servicios de mantenimiento, en el Callao existía un dique flotante que permitía el limpiado y reparación del casco de barcos de hasta 3000 toneladas. En Valparaíso existían 2 pero ninguno tenía la capacidad para las fragatas blindadas. Ese trabajo es necesario para disminuir la resistencia del agua y aumentar la velocidad de la nave. : 121  En Valparaíso podían entrar a los diques flotantes las naves chilenas con excepción de las fragatas blindadas. La limpieza de estas debía ser hecha por buzos. : 236 

#### Tripulaciones
La tecnología instalada en una nave de guerra ha sido siempre de difícil o imposible manejo para tripulaciones inexpertas. Por la inestabilidad política, la Armada del Perú no podía mantener sus naves dispuestas al combate, lo que impedía los ejercicios necesarios para el aprendizaje de las tripulaciones. : 30  Las calderas eran máquinas modernas cuyo conocimiento estaba casi exclusivamente reservado a extranjeros, por lo que las escuadras debían contratarlos a costa de su confiabilidad.
En el otro extremo estaban los aprendices que improvisadamente eran embarcados sin una instrucción básica, como el ejemplo de los cucalones.
La guarnición de los buques chilenos era proporcionada por el Regimiento de Artillería de Marina.

#### Naves de guerra
No era posible en el siglo XIX diferenciar estrictamente entre una nave de guerra y una mercante ya que los cañones eran relativamente fácil de montar o desmontar. Igualmente las características técnicas de las naves beligerantes fueron cambiando durante la guerra por lo que no es posible dar valores definitivos. Es decir, cada lista o los criterios de selección, pueden ser considerados arbitrarios. La siguiente tabla muestra la elección hecha por el historiador estadounidense William Sater en su obra Andean Tragedy en la edición de 2007. El autor divide las naves en "blindados" (ironclads) y "barcos de madera" (wooden vessels). Para mejor entendimiento se ha subdividido la primera en "blindados" y "monitores fluviales" y la segunda en "corbetas", "cañoneras", "torpederas" y "transportes artillados".
| Chile | Chile        | Chile                      | Chile             | Chile                                               | Chile                                               | Chile         | Perú            | Perú         | Perú                       | Perú              | Perú        | Perú                 | Perú          |
| Barco de guerra | Desp. (t.l.) | Potencia Caballos de vapor | Velocidad (Nudos) | Blindaje                                            | Artillería principal                                | Año de Const. | Barco de guerra | Desp. (t.l.) | Potencia Caballos de vapor | Velocidad (Nudos) | Blindaje    | Artillería principal | Año de Const. |
| Blindados |              |                            |                   |                                                     |                                                     |               |                 |              |                            |                   |             |                      |               |
| Lord Cochrane | 3,560        | 2,000                      | 9–12.8            | 9 pulgadas                                          | 6 x 9 pulgadas                                      | 1874          | Huáscar         | 1,130        | 1,200                      | 10–11             | 4½ pulgadas | 2 x 300 lb           | 1865          |
| Blanco Encalada | 3,560        | 3,000                      | 9–12.8            | 9 pulgadas                                          | 6 x 9 pulgadas                                      | 1875          | Independencia   | 2,004        | 1,500                      | 12–13             | 4½          | 2 x 150 lb           | 1865          |
| Monitores fluviales |              |                            |                   |                                                     |                                                     |               |                 |              |                            |                   |             |                      |               |
| |              |                            |                   |                                                     |                                                     |               | Manco Cápac     | 1034         | 320                        | 6                 |             | 2 x 500 lb           | 1864          |
| |              |                            |                   |                                                     |                                                     |               | Atahualpa       | 1034         | 320                        | 6                 |             | 2 x 500 lb           | 1864          |
| Corbetas |              |                            |                   |                                                     |                                                     |               |                 |              |                            |                   |             |                      |               |
| O'Higgins | 1670         | 1200                       | 8-10              |                                                     | 3 x 115 lb                                          | 1866          | Unión           | 1150         | 450                        | 12-13             |             | 12 x 70 lb           | 1865          |
| Chacabuco | 1670         | 1200                       | 8-10              |                                                     | 3 x 115 lb                                          | 1866          |                 |              |                            |                   |             |                      |               |
| Esmeralda | 850          | 200                        | 3                 |                                                     | 12 x 40 lb                                          | 1854          |                 |              |                            |                   |             |                      |               |
| Abtao | 1050         | 300                        | 6                 |                                                     | 3 x 150 lb                                          | 1864          |                 |              |                            |                   |             |                      |               |
| Cañoneras |              |                            |                   |                                                     |                                                     |               |                 |              |                            |                   |             |                      |               |
| Magallanes | 950          | 1200                       | 11                |                                                     | 1 x 115 lb                                          | 1872          | Pilcomayo       | 600          | 180                        | 10-11             |             | 2 x 70 lb            | 1874          |
| Covadonga | 412          | 140                        | 7                 |                                                     | 2 x 70 lb                                           | 1858          |                 |              |                            |                   |             |                      |               |
| Torpederas |              |                            |                   |                                                     |                                                     |               |                 |              |                            |                   |             |                      |               |
| Colo Colo, Tucapel | 35           | 40                         | 19                | Torpedos de pértiga (T.d.p) y 2 Ametralladoras (am) | Torpedos de pértiga (T.d.p) y 2 Ametralladoras (am) | 1879          | República, Alay |              | 100                        | 16                | 2 T.d.p.    | 2 T.d.p.             | 1879          |
| Janequeo | 35           | 400                        | 20                | 2-3 T.d.p., 2 am.                                   | 2-3 T.d.p., 2 am.                                   | 1879          |                 |              |                            |                   |             |                      |               |
| Rucumilla, Tegualda, Glaura, Guale, Janequeo | 35           | 400                        | 20                | 2 T.d.p., 1 am.                                     | 2 T.d.p., 1 am.                                     | 1880-81       |                 |              |                            |                   |             |                      |               |
| Lauca, Quidora | 70           | 400                        | 20                | 2 T.d.p., 1 am.                                     | 2 T.d.p., 1 am.                                     | 1880-81       |                 |              |                            |                   |             |                      |               |
| Guacolda (II) | 30           | 100                        | 16                |                                                     |                                                     | 1879          |                 |              |                            |                   |             |                      |               |
| Transportes artillados |              |                            |                   |                                                     |                                                     |               |                 |              |                            |                   |             |                      |               |
| Angamos | 1180         | 480                        | 14                |                                                     | 1 Armst. 8 pulgadas                                 | 1876          | Talismán        | 310          | 90                         | 10-11             |             |                      | 1871          |
| Amazonas | 1970         | 2400                       | 11                |                                                     | 1 Armst. 6 pulgadas                                 | 1874          | Oroya           | 1159         | 400                        | 12                |             | 2 Armst. 40 lb       | 1873          |
| Toltén | 240          | 270                        | 9                 |                                                     |                                                     | 1875          | Limeña          | 1163         | 350                        | 12                |             | 2 x 40 lb            | 1860          |
| |              |                            |                   |                                                     |                                                     |               | Chalaco         | 1000         | 300                        | 12-14             |             | 4 x 70 lb            | 1863          |
| Faltan en la lista obviamente el conocido Rímac, las torpederas Alianza (peruana), Vedette (chilena) y el Loa, todas de conocida participación en la guerra, pero que no son enlistadas por el autor elegido. Asimismo hemos retirado los datos sobre un transporte peruano Mayro, que no tiene referencias en otras obras. |              |                            |                   |                                                     |                                                     |               |                 |              |                            |                   |             |                      |               |

Cinco naves fueron hundidas o encallaron en combate (Esmeralda, Independencia, Covadonga, Loa y Janequeo) y otras cuatro naves (Huáscar, Pilcomayo, Rímac y Alay) fueron presas de la escuadra enemiga. Tras la ocupación de Lima, sus oficiales autohundieron los restos de la flota peruana en el Callao.
El bombardeo de Valparaíso durante la Guerra de las Islas Chinchas había despertado, otra vez, si se considera la derrota de la Patria Vieja a causa del desembarco realista en Concepción durante la Guerra de independencia, en los gobernantes de Chile la conciencia de poseer siempre un poder naval disuasivo. : 97  En 1872 el gobierno de Errázuriz dio ayuda financiera a la CSAV a cambio de, en caso de guerra, usar los barcos de la compañía, de lo cual hizo uso durante el conflicto.
La balanza técnica estaba claramente inclinada a favor de Chile, que con dos modernas fragatas blindadas de no más de cinco años de uso, sobrepasaba en blindaje y armamento a las fragatas peruanas de casi 15 años de uso, en una época de rápidos avances técnicos.: 97–98  Las excelentes fortificaciones del puerto principal de Perú, el Callao, pero también el de Arica, además de dos fortalezas flotantes, permitían a la escuadra peruana esperar protegidas el momento propicio para enfrentar a la escuadra enemiga o incursionar en territorio enemigo o proteger los envíos de armas desde Panamá.
El historiador estadounidense William Sater sostiene que "Ironicamente, aunque tuvo que hacer el mantenimiento adecuado a sus barcos, [al comienzo de la guerra] la escuadra peruana estaba en mejores condiciones, o por lo menos en no peores condiciones que la chilena".: 112 

#### Situación geográfica y aprovisionamiento

Cuadro proporcional de distancias en kilómetros desde El Callao a Caldera.

Importante para los beligerantes era la importación y transporte de material de guerra desde Europa y la costa este de los EE. UU. Perú realizaba los transportes a través de Panamá, con lo que quedaban expuestos a la acción de la diplomacia y también fuerza naval de Chile en la región. Chile transportaba sus importaciones a través del estrecho de Magallanes, por lo que era muy difícil para la Armada de Perú intervenir en la ruta, aunque no imposible.
Las largas distancias entre los puertos principales de Perú, Chile y las zonas de guerra (inicialmente) causaron problemas de avituallamiento de la tripulación y las máquinas. Entre Caldera (Chile) y Arica no existían puertos con abastecimiento propio. Pisagua, Iquique, Huanillos, Pabellón de Pica, Tocopilla, Mejillones (ambos, de Perú y de Chile), Tocopilla, Cobija y Antofagasta eran puertos que dependían del Arica o Caldera, sino de otros más lejanos, para su abastecimiento.

### Estrategia
Existen solo dos métodos para obtener el control del mar: la batalla o el bloqueo militar. : 140 

#### Estrategia chilena
Conscientes de su ventaja en armamentos, los marinos chilenos buscaron un enfrentamiento directo para definir de una vez el control del mar. Para ello existieron sucesivamente tres planes.
El Gobierno chileno ordenó a Williams atacar sorpresivamente en el Callao, el mismo día de la declaratoria de la guerra, a la escuadra peruana y si no la podía hundir, por lo menos bloquear el puerto para permitir la invasión de Tarapacá por el ejército chileno.: 101  Williams, que no cumplió la orden, expuso que para ir al Callao hubiera debido estar de antemano completamente abastecida y lista para operar; con un vapor carbonero, a lo menos, que hubiese podido acompañarla en su larga travesía, con el combustible necesario para su consumo. Más aún, se exponía a la Escuadra chilena a las pérdidas que muy probablemente podía sufrir al embestir a la Escuadra peruana bajo los cañones de los fuertes del Callao.: 101 
Williams era partidario del bloqueo de Iquique y ataques a la infraestructura portuaria de los puertos de exportación del guano y el salitre, las fuentes de recaudación fiscal peruana, para obligar a la flota peruana a una batalla decisiva. Esto, sostenía Williams, era más fácil ejecutar por la menor distancia a los puertos chilenos y más difícil para Perú. Así la Escuadra chilena iría a la decisión de la superioridad naval en condiciones ventajosas, pues iría perfectamente preparada y ampliamente provista en tal época.: 99  Esta estrategia fue la usada exitosamente por la flota japonesa en 1905, cuando la flota rusa viajó desde el Mar Báltico hasta Vladivostok solo para ser cañoneada y hundida prácticamente por completo en la Batalla de Tsushima.: 5 
W. Ekdahl critica la estrategia de Williams por varias razones: la historia enseña que un bloqueo naval que afecte su economía no obliga a un gobierno a determinadas acciones militares, las naves capitales de Perú estaban incapacitadas por reparaciones de salir del Callao hasta mediados de abril y por último, los marinos peruanos sabían que por la inferioridad técnica de sus naves no debían enfrentar a las naves chilenas en una batalla decisiva. Por el contrario, sostiene Ekdahl, la fijación de Williams en Iquique favoreció la estrategia peruana.: 99 
La estrategia de Williams fue aplicada desde el 5 de mayo. El 16 de mayo dividió sus fuerzas y zarpó al Callao para forzar el combate decisivo, dejando en Iquique sus naves más vulnerables. Tras el fracaso de su expedición volvió al bloqueo. Nuevamente los buques peruanos habían burlado sus naves y atacado su retaguardia.
Finalmente hubo un cambio en el mando y se usaron todos los medios disponibles en tierra y en el mar para ubicar, perseguir y dar caza al Huáscar. El tercer plan fue exitoso, el 8 de octubre con su captura quedaron abiertas las puertas de la invasión a Perú.

#### Estrategia peruana
El plan inicial peruano, discutido el 13 de mayo, fue de reunir los monitores Atahualpa y Manco Cápac en Arica, que estando el puerto bien artillado, podían el Huáscar y la Independencia presentar batalla a la escuadra chilena, pero este plan nunca pudo llevarse a cabo por diversas circunstancias que se presentaron.
En 1884 Pascual Ahumada Moreno publicó en su obra de recopilación de documentos referentes a la guerra, el resumen de un artículo publicado el 20 de mayo de 1879 en "Shipping & Mercantile Gazette" de Londres. En él se detalla un plan aliado que partía con la destrucción de la Esmeralda y Covadonga en Iquique el 21 de mayo, luego el hundimiento de las naves de abastecimientos y transporte en Antofagasta para inmovilizar a la flota chilena en ese puerto tras su regreso desde su fallida incursión a Callao. Sin abastecimientos, las tropas chilenas en Antofagasta y la línea del Loa (Tocopilla, Calama, Quillagua) serían derrotadas por tierra. Posteriormente se enviaría una expedición armada a Valparaíso con un ultimátum que preveía la rectificación de la frontera de Bolivia al paralelo 27.15°S (Caldera (Chile) pasaría a ser parte de Bolivia con el nombre de "Bolivar"), pago de una indemnización de $10.000.000 a Bolivia y 25.000.000 de soles a Perú por costos de la guerra. En caso de no ser aceptado el ultimátum en un lapso de doce horas, Valparaíso sería bombardeado y se desembarcarían tropas para incendiar la ciudad. Hilarión Daza avanzaría hacia el sur y ocuparía "Bolivar" (es decir Copiapó) y a Santiago para apoyar el tratado de paz.
Grau optó por no enfrentar a las poderosas fragatas chilenas sin la certeza de un desenlace favorable al Perú, pero con audacia y flexibilidad atacar los puertos y transportes chilenos que no estuviesen bien protegidos. Se le llamó la muralla móvil de Perú porque mientras existió, impidió el desembarco chileno en Pisagua. Esta estrategia naval es llamada en inglés Fleet in being (Escuadra potencial), es decir, no ataca, pero podría atacar: 4  y fue usada, sin éxito, por la flota imperial alemana durante la Primera Guerra Mundial.
Sin embargo, se debe tener presente que la estrategia de Grau expuso los puertos de exportación a los bombardeos chilenos y con ello cayeron ya el primer año los ingresos fiscales peruanos, lo que tendría funestas consecuencias para las garantías financieras exigidas en el comercio de armas.: 219 
Es decir, la escuadra peruana no hizo lo que Williams esperaba: ni se guareció en el Callao ni enfrentó las naves de guerra chilenas, sino que atacó sus indefensas líneas de abastecimiento. Con ello obtuvo éxitos que mellaron la autoestima chilena, el rompimiento del bloqueo de Iquique, hundimiento de la Esmeralda, captura del Rímac con un escuadrón de caballería a bordo, destrucción y hundimiento de naves pequeñas.

## Leyes internacionales
Prohibición de las patentes de corso
La declaración de París de 1856 estableció normas que fueron adoptadas por Perú y Chile. En particular se abolieron las patentes de Corso y se acordó no incautar los bienes o mercancías enemigas presentes en buques neutrales y no incautar bienes de países neutrales que pudieran encontrarse en barcos enemigos. El material de guerra, por supuesto, estaba excluido de la protección. La violación de esta prohibición condujo alcaso Luxor.
En 1879 Bolivia, que no estaba atada al cumplimiento del tratado, ofreció patentes de corso para la captura de barcos chilenos, pero los Estados Unidos de América y Gran Bretaña advirtieron que no permitirían corsarios. Sin otras naves de guerra, Bolivia no participó en la guerra naval.
El incidente del Luxor
El 24 de mayo de 1879 las autoridades peruanas impidieron la salida del vapor alemán Luxor bajo la acusación de haber transportado armas desde Montevideo a Valparaíso, lo cual no fue negado por el capitán quien alegó desconocimiento de la carga y de la declaración de guerra. La situación escaló hasta el peligro de una intervención armada del Imperio Alemán, pero el 10 de enero de 1880 Nicolás de Piérola, al comienzo de su dictadura, ordenó la devolución del barco a pesar de que todas las instancias legales habían desechado los recursos planteados por la compañía alemana.
Convención de Ginebra de 1864
Las Declaraciones de la Convención Internacional de Ginebra de 1864, con los artículos adicionales de 1868, destinadas a aliviar la suerte de los heridos y prisioneros en la guerra concernía solo a la guerra terrestre. Los náufragos, heridos y enfermos en la campaña naval solo fueron protegidos por una convención similar en el año 1899. : 31 
Prohibición de venta de material de guerra en caso de neutralidad
Gran Bretaña había violado su propia declaración de neutralidad con la venta de barcos a los Confederados durante la Guerra de Secesión y, tras la guerra, las Reclamaciones de Alabama la obligaron a pagar cuantiosas sumas de dinero a los EE. UU. Por esa razón, y habiendo declarado su neutralidad en la guerra del Pacífico, Gran Bretaña prohibió estrictamente la venta de material de guerra a Bolivia, Chile y Perú. El gobierno británico embargó cuatro naves de guerra construidas para los beligerantes: el Arturo Prat, el BAP Lima, el Esmeralda y el USS Topeka.

### Naves de guerra extranjeras estacionadas en la zona
El enfrentamiento de naves blindadas fue seguido con atención por las armadas de las potencias europeas y estadounidense, que además debían velar por los intereses de sus connacionales que residían en la zona. Las siguientes naves estuvieron estacionadas, en algún momento, frente a la costa occidental de Suramérica.
| Armada Real Británica                                    | Armada de Francia                        | Armada de Italia                                                 | Armada Alemana             | Armada de los Estados Unidos |
| -------------------------------------------------------- | ---------------------------------------- | ---------------------------------------------------------------- | -------------------------- | ---------------------------- |
| - HMS Triumph - HMS Shannon - HMS Turquoise - HMS Thetis | - Victorieuse - Decrès - Dayot - Hussard | - Cristoforo Colombo - Garibaldi - Archimede (armada Napolitana) | - SMS Hansa - SMS Bismarck | - USS Adams - USS Lackawanna |

## Trabajos preparatorios
Se empezó la fortificación de Antofagasta desde antes de la guerra, se habilitaron los fuertes de Valparaíso y se inició la fortificación de Lota, Coronel, Lebu, Talcahuano, Chañaral, Caldera, Coquimbo, Guayacán y Tongoy desde abril, y luego, Tocopilla y Mejillones.: 270 
Desde antes de la guerra, las lanchas a vapor de los buques Blanco Encalada, Cochrane, Chacabuco fueron equipadas con Torpedo de pértiga para ser utilizados como torpederas.
Arica se convirtió en base naval de la marina peruana: 203  y el 11 de abril se nombró como comandante general de la plaza al contraalmirante Lizardo Montero. También se inició al fortificación de Pisagua desde abril y de Iquique y Mollendo desde agosto.

## Lucha por el control del mar: de Iquique a Angamos
| Fecha     | Suceso |
| --------- | --- |
| 1879      | |
| Feb 14    | Ocupación de Antofagasta, posteriormente Mejillones, Cobija y Tocopilla.                                                                        |
| Abr 5     | Escuadra chilena comienza el bloqueo de Iquique.                                                                                                |
| Abr 12    | Combate naval de Chipana en Huanillos. |
| Abr 16-18 | Barcos de guerra de Chile destruyen infraestructura portuaria en Mejillones (Perú), Huanillos, Pabellón de Pica, Mollendo y bombardean Pisagua. |
| May 16    | Expedición de la escuadra chilena al Callao. El mismo día zarpa la escuadra peruana al sur.                                                     |
| May 18-20 | Ambas escuadras se cruzan sin verse. Bloqueo de Iquique queda sostenido por Esmeralda y Covadonga.                                              |
| May 21    | Combates navales de Iquique y Punta Gruesa. |
| May 26    | Primer combate naval de Antofagasta, nocturno, entre la Covadonga y el Huáscar.                                                                 |
| Jul 6     | Pilcomayo destruye infraestructura en Tocopilla.                                                                                                |
| Jul 10    | Huáscar y Magallanes se enfrentan sin resultados en Segundo combate naval de Iquique.                                                           |
| Jul 18-21 | Correrías del Huáscar: destruye, incendia, captura, hunde y vara lanchas en Chañaral, Huasco y Antofagasta.                                     |
| Jul 23    | Captura del vapor Rímac produce crisis política en Chile.                                                                                       |
| Ago 2     | Se suspende el bloqueo de Iquique. |
| Ago 4-6   | Son reemplazados en Chile los ministros del interior, de guerra, el comandante general de marina y el jefe de la Escuadra.                      |
| Ago 26    | Huáscar y Oroya destruyen botes en Taltal y se llevan 9 lanchas.                                                                                |
| Ago 28    | Segundo combate naval de Antofagasta del Huascar contra la Magallanes y Abtao.                                                                  |
| Ago       | Incursión de la Unión a Punta Arenas. |
| Oct 4     | Huáscar captura en Huasco al velero Coquimbo.                                                                                                   |
| Oct 8     | Captura del Huáscar en el Combate naval de Angamos.                                                                                             |
| Oct 10    | Renuncia todo el gabinete del gobierno de Perú.                                                                                                 |

Las primeras operaciones navales de la campaña fueron el desembarco y ocupación de Antofagasta el 14 de febrero y en los días siguientes de Mejillones. Tras la declaración de guerra de Bolivia a Chile el 1 de marzo se ocupó Tocopilla y Cobija.

### Bloqueo de Iquique: Chipana, Iquique y Punta Gruesa
Sin un barco carbonero que abasteciera a flota chilena en un bloqueo al Callao, Williams dio comienzo al Bloqueo de Iquique el 5 de abril, el mismo día de la declaración de guerra de Chile a Perú y Bolivia. Tras más de un mes de espera infructuosa, los chilenos comenzaron a atacar y destruir las instalaciones portuarias desde donde se exportaba guano y salitre: Huanillos, Pabellón de Pica, Pisagua, pero también Mollendo.
El 16 de mayo, con la llegada del carbonero Matías Cousiño, Williams dejó en Iquique a los buques más vulnerables de su escuadra y zarpó con los mejores rumbo al Callao para forzar la batalla decisiva. El mismo día 16 Grau había salido del Callao rumbo al sur con el Huáscar y la Independencia llevando al presidente Prado más tropas y material de guerra a Arica, adonde llegaron el 20 de mayo.: 31  La Unión y la Pilcomayo habían salido del Callao el 7 de mayo y habían protagonizado el Combate naval de Chipana el 12 de mayo.: 31 
Ambos escuadrones navegaron sin avistarse: los chilenos en alta mar para que su viaje no fuese visto por los vigías costeros de Perú, los peruanos cercanos a su costa.
La expedición de Williams no logró su objetivo. Incluso se perdió de vista al barco carbonero, pero pudo volver completa a Iquique.
La expedición de Grau tuvo, por el contrario, consecuencias históricas. El 21 de mayo de 1879, el Huáscar hundió a la Esmeralda en el combate naval de Iquique y la Independencia persiguió hacia el sur a la lenta y débil Covadonga, pero el buque blindado peruano encalló en los roqueríos y debió ser incendiado y abandonado por su tripulación en el combate naval de Punta Gruesa. Aunque Grau logró el levantamiento del bloqueo del principal puerto salitrero del Perú por unos días (21 al 29 de mayo) pagó por ello un alto precio: la Independencia representaba cerca de un 40 % del poder naval peruano.: 137  El 21 de mayo tuvo otras dos consecuencias que no pueden ser cuantificadas pero son importantes para la guerra. El sacrificio de Prat y su tripulación (dos tercios de ella murieron en el combate) aumentó el fervor patriótico en Chile : 267  y también amagó las intenciones argentinas de entrar a la guerra. : p.384-385 

### Destrucción de instalaciones portuarias
Los buques peruanos continuaron esquivando el combate con las más poderosas fragatas chilenas sin rehusar enfrentamientos con unidades de su tamaño o menores. Las unidades chilenas continuaron el bloqueo. Ambas, en su búsqueda de su presas atacaron los puertos enemigos.
- 17 de abril Cochrane y Magallanes a destruir los elementos de movilización de Mollendo
- 16 de abril Blanco Encalada, Chacabuco y O'Higgins a Huanillos y Pabellón de Pica: destrucción de muelles, plataformas de guano, captura y/o destrucción de pequeñas naves
- En Iquique se ordenó la suspensión del trabajo de las resacadoras de agua y el tráfico del ferrocarril bajo pena de bombardeo
- Blanco Encalada y el Chacabuco a Pisagua a destruir la infraestructura del puerto
- Cochrane y la Chacabuco a Mejillones Norte del Perú a destruir lanchas
- 26 de mayo Chalaco a Tocopilla, donde tomo como presa la barca chilena Anita.
- 6 de julio Pilcomayo en Tocopilla destruye 13 lanchas e incendió la barca Matilda
- 16 de julio Blanco Encalada y el Límari bombardean Iquique

### Captura del transporteRímac
La flota peruana continuó con sus incursiones en aguas bajo control chileno pero cuidando de no atacar a poblaciones y objetivos indefensos, logran cortar el cable telegráfico que unía Antofagasta con Chile y se continúa la inspección tras material de guerra enemigo en barcos neutrales. La estrategia peruana de evitar la batalla decisiva estaba teniendo éxito: cada día sin posibilidad de usar su poderío naval era un día perdido para Chile y ganado para Perú. La cima de su éxito la obtuvo Grau con la captura del vapor Rímac el 23 de julio. El vapor transportaba el primer escuadrón del regimiento de caballería Carabineros de Yungay.
Esta pérdida produjo violentas manifestaciones populares en Chile que obligaron al gobierno a cambiar ministros y jefes de la armada. Renunciaron el jefe de la escuadra Williams, el ministro del interior Antonio Varas, el ministro de Guerra y Marina Basilio Urrutia y el comandante general de la Marina, Eulogio Altamirano Aracena. Fueron reemplazados por Galvarino Riveros, Domingo Santa María, Rafael Sotomayor y José Anacleto Goñi Prieto respectivamente.
El 2 de agosto se suspende el bloqueo de Iquique y la flota chilena fue enviada sucesivamente a Valparaíso y Mejillones para reparaciones.

### Expediciones peruana a Punta Arenas
Gracias a información de inteligencia, la corbeta peruana Unión marcha el 31 de julio al Estrecho de Magallanes para dar caza a un vapor de transporte Gleneg que había zarpado con armas para Chile, entrando el 13 de agosto y desembarcando en Punta Arenas el 16 del mismo produciendo una inmensa alarma en la población, sin embargo, las tropas peruanas garantizaron que no atacarían al poblado, al no encontrar al vapor regresaron a Arica, fondeando el 14 de septiembre.

### Persecución y captura delHuáscar
La intención de Grau era continuar con los ataques a las líneas de abastecimiento chilenas, pero a la vez disminuir su exposición al peligro de perder el último buque capital peruano.: 276–277 
El 20 de septiembre, una vez hechas las reparaciones y el mantenimiento, la flota zarpó a Antofagasta con un convoy de tropas y materiales. Una vez allí, el nuevo jefe de la armada de Chile, Galvarino Riveros, extendió sus barcos en una línea perpendicular a la costa y organizó una red de vigías costeros que con ayuda del telégrafo debían informar de cualquier aparición del Huáscar.
Con noticias recibidas el 3 de octubre, de que el Huáscar y la Unión habían salido de Arica al sur hacía Iquique y luego incursionar más hacia el sur. La escuadra Chilena se reunió en Mejillones y armaron un plan para atrapar a los buques peruanos. Se esperaba que los buques peruanos buscarían objetivos nuevamente por Antofagasta. 
La 1.ª División naval conformada por los buques Blanco Encalada, Covadonga y Matías Cousiño al mando del propio Riveros perseguirían a los buques peruanos ni bien fueran avistados; y la 2.ª División, al mando del capitán de fragata Juan José Latorre Benavente, conformada por el Cochrane, el O'Higgins y el Loa, los interceptaría para cortarles el paso cuando estos trataran de evadirse hacia el norte o al noroeste.
El hecho es que el 8 de octubre, cuando Grau buscaba objetivos en el puerto de Antofagasta, el Huáscar y la Unión fueron sorprendidos por la flota chilena, Grau ordena que la Unión escape gracias a su mayor andanaje pero el Huáscar se ve envuelto en el Combate naval de Angamos, tras 2 horas de dispar lucha, fallece Grau con la voladura de su torre de comando y luego del intento de su tripulación de hundirlo, fue capturado por los chilenos.
La pérdida de sus dos barcos capitales significó para Perú, y Bolivia, que a partir de ese momento las fuerzas chilenas podían desembarcar en cualquier lugar de la costa y que la movilización de tropas o material de guerra para sus ejércitos sería segura solo por tierra.

### Expediciones a Panamá
El 28 de septiembre, el transporte Amazonas zarpó de Antofagasta en dirección a Panamá para dar caza al transporte peruano Oroya, que se sabía recogía provisiones militares para Perú en Panamá pero no lo encontró cuando llegó el 8 de octubre, zarpando a Valparaíso adonde llegó el 24 de octubre.

## Operaciones anfibias chilenas: de Pisagua a Lurín
| Fecha      | Suceso                                                 |
| ---------- | ------------------------------------------------------ |
| 1879       |                                                        |
| Nov 2      | Desembarco y combate de Pisagua                        |
| Nov 18     | Captura de la cañonera Pilcomayo                       |
| Nov 28     | Comienzo del bloqueo de Arica.                         |
| Dic 23     | Amazonas captura la torpedera peruana Alay.            |
| 1880       |                                                        |
| Feb 26     | Desembarcos para la Campaña de Tacna y Arica           |
| Feb 27     | Combate naval de Arica                                 |
| Mar 17     | Doble ruptura del bloqueo de Arica                     |
| Jul 3      | Hundimiento del Loa                                    |
| Sep 13     | Hundimiento de la Covadonga                            |
| Dec        | Desembarcos en Pisco y Lurín                           |
| 1881       |                                                        |
| Ene 13, 15 | Apoyo naval en las batallas de Chorrillos y Miraflores |
| Ene 17     | Autohundimiento de la escuadra peruana                 |

Tras la pérdida del Huáscar renunció en Perú todo el gabinete del general de división Manuel de Mendiburu, que era el ministro de Guerra y Marina desde el inicio del conflicto. Fue reemplazado por un gabinete presidido por el general de brigada Manuel G. de La Cotera, que ocupó el Ministerio de Guerra y Marina.

### Desembarco en Pisagua
Una vez lograda la supremacía en el mar, la escuadra chilena debió transportar y apoyar cerca de 9000 hombres de las tres ramas del ejército en el desembarco y combate de Pisagua el 2 de noviembre de 1879 con lo que inició la campaña de Tarapacá.
El 17 de noviembre, zarpó desde Pisagua el Blanco Encalada hacia Islay y de regreso, el 18, divisó a la Unión, al Chalaco y a la Pilcomayo, que salían de Arica, logrando la captura de la cañonera Pilcomayo.
El 12 de noviembre, zarpó del Callao el vapor Talismán escoltando a las lanchas torpederas Herreshoff República y Alianza, pero en el trayecto a Pisco, a donde llegaron el 14, la República tuvo averías en su máquina y Alianza un accidente en su hélice, por lo que regresaron al Callao.

### Bloqueo de Arica
El bloqueo de Arica por la escuadra chilena empezó el 28 de noviembre de 1879, en una división la mando del capitán de fragata Oscar Viel y Toro y compuesta por su buque, el Chacabuco, además de la Covadonga y la Magallanes. La O'Higgins al mando del capitán Montt cruzaba entre Ilo y Arica. A principios de diciembre, se unió al bloqueo el Cochrane y su comandante, el recién ascendido capitán de navío Latorre, se convirtió en jefe del bloqueo, relevando a la Chacabuco, que se fue a Ilo, mientras la O'Higgins a bloquear Mollendo.
El puerto estaba artillado desde abril, contaba con el monitor Manco Cápac como batería flotante y operaba en la isla del Alacrán la Primera División de Torpedos, al mando del teniente segundo Leoncio Prado.
En el puerto de Ballenitas (Ecuador) el 23 de diciembre, el crucero Amazonas capturó la lancha torpedera peruana Alay, que viajaba desde Panamá hasta el Callao.

### Piérola asume el poder
Tras las derrotas en las batallas de San Francisco, Pampa Germania y la pérdida del control peruano sobre Tarapacá, el presidente Prado abandonó el Perú en dirección a Estados Unidos, generando un vacío político que terminó en el golpe de Estado de Piérola y el nacimiento de la dictadura bajo su mando. El nuevo gobierno abolió los ministerios y formó las secretarías, nombrándose como secretario de Marina al capitán de navío Manuel Villar el 27 de diciembre de 1879. Se cambiaron de comandantes a todos los buques. Como comandante general de la Marina fue nombrado el capitán de navío José María García, en reemplazo del contraalmirante De la Haza el 25 de diciembre.
La Oroya realizó la última incursión peruana sobre territorio chileno, presentándose en Tocopilla el 4 de abril de 1880, capturando una lancha a vapor en la caleta salitrera de Duendes.
El 25 de febrero de 1880 se presentó en Arica el blindado Huáscar, ahora con bandera chilena y al mando del capitán de fragata Manuel Thomson, a relevar al Cochrane en el bloqueo y mantenerlo junto con la Magallanes. El 27 se dio el Combate naval de Arica que terminó con la muerte de Thomson y el mando accidental del bloqueo por parte del capitán de fragata Carlos Condell.

### Desembarco chileno en Ilo
El 26 de febrero de 1880 se iniciaron los desembarcos de la campaña de Tacna y Arica en que tuvo participación, aunque solo como batería flotante, el monitor fluvial Manco Capac.
El 17 de marzo, el crucero peruano Unión realizó la doble ruptura del bloqueo de Arica. Lo único importante fue que llevó la lancha torpedera Alianza. Esta lancha intentó torpedear al Cochrane la noche del 1 de junio, pero cuando estuvo al lado del blindado, se rompió el botalón y el torpedo se fue a pique, teniendo que regresar al muelle.
El 6 de junio se llevó a cabo un fuerte combate entre la escuadra bloqueadora y los fuertes. Al día siguiente, se produjo el asalto y toma de Arica, el Manco Cápac fue hundido por su propia tripulación mientras la torpedera Alianza escapó al norte y fue volado por un torpedo aplicado por su tripulación en Cabo Picota, cerca a Ilo.

### Bloqueo del Callao y desembarcos en Pisco y Lurín
El bloqueo del Callao se inició el 10 de abril de 1880.
El 3 de julio de 1880, una brigada torpedista peruana comandada por el marino Decio Oyague y el ingeniero Manuel Cuadros, logró hundir frente al puerto del Callao al vapor Loa y, el 13 de septiembre del mismo año, frente a las costas de Chancay, a la cañonera Covadonga.
En diciembre de 1880, desembarcaron en dos escalones cerca de 25 000 soldados chilenos de las tres armas entre Pisco y Lurín; para los que se descargó provisiones, armas y municiones en cantidad suficiente para tres semanas. Durante las batallas de Chorrillos y Miraflores la armada chilena pudo apoyar a sus fuerzas con su artillería. Hasta la ocupación de Lima el 17 de enero de 1881 ocurrieron numerosos combates entre los fuertes y lanchas que defendían el puerto contra la escuadra bloqueadora y sus lanchas torpederas.
Para proteger a su escuadra de un ataque con torpedos, Chile compró la lancha Princesa Luisa, que se integró al bloqueo a mediados de 1880.
Para la defensa del Callao, se incorporaron a las baterías varios cañones que habían estado almacenados desde 1866. Se agruparon las lanchas en una sección llamada Fuerzas Sutiles y se nombró como comandante al capitán de fragata Patricio Iriarte.

### Autodestrucción de la flota peruana en el Callao
En la noche del 17 al 18 de enero de 1881, tras la ocupación de Lima y el Callao, la Marina de Guerra del Perú decide destruir todas sus naves que aún se encontraban a flote para así evitar que estas cayeran en manos chilenas.

## Análisis
Ambas escuadras no estaban preparadas para la guerra. : 182  Pero, como constata la Armada de Chile el plan peruano era el más adecuado a las circunstancias y condenaba al fracaso lo concebido inicialmente por el Almirante Juan Williams Rebolledo.
Ambas escuadras destruyeron infraestructura portuaria o de transporte en puertos enemigos. Pero para el Perú era una victoria cada día de retraso en la invasión chilena, para Chile era un riesgo y un costo a pesar de su superioridad naval.: 200 
Jorge Basadre considera, citando a Pedro Dávalos Lissón, que la opinión pública en Perú no aceptaba la misión defensiva que las condiciones de inferioridad técnica imponían a la armada peruana. Señala que cuando García y García salvó su nave desde el combate en Angamos fue considerado una cobardía.: 289 